# المعجم الشامل للغة اليابانية
المعجم الشامل للغة اليابانية (باللغة اليابانية: 日本国語大辞典)، المعروف أيضًا باسم نيكوكو (باللغة اليابانية: 日国) الصادر عن دار شوغاكوكان، هو أكبر معجم منشور للغة اليابانية. 
في الفترة من عام 1972 إلى 1976، نشرت دار شوغاكوكان الطبعة الأولى التي تتكون من 20 مجلداً. أما الطبعة الثانية، التي تتألف من 14 مجلداً، فقد نُشرت في الفترة من نوفمبر 2000 إلى ديسمبر 2001. وتتضمن هذه الطبعة الثانية إضافات وتحسينات كبيرة مقارنة بالطبعة الأولى. 

## التأليف
سبَقُ المعجم الشامل للغة اليابانية معجم داينيهون كوكوغو جيتن (باللغة اليابانية: 大日本国語辞典) الذي أُلف بواسطة ماتسوي كانجي (كان حينها مدرسا في المدرسة العليا للتربية في طوكيو، التي أصبحت حالياً جامعة تسوكوبا) وأويدا كازوتوشي (خريج الجامعة الإمبراطورية)، ونُشر في الفترة من عام 1915 إلى عام 1919
الطبعة الأولى من المعجم الشامل للغة اليابانية، التي نُشرت في الفترة من 1972 إلى 1976، ضمت نحو 450,000 مصطلحا في 20 مجلداً، بينما قلَّصت الطبعة الثانية عدد المجلدات إلى 13 مجلداً (عن طريق زيادة حجم كل مجلد بشكل كبير) وأضافت 50,000 مصطلحا جديدا. تُعتبر الطبعة الثانية أكبر قاموس ياباني منشور، إذ تحتوي على حوالي 500,000 مصطلحا ومليون جملة توضيحية. تم تأليف الطبعة بتعاون حوالي 3000 متخصص، ليس فقط من خبراء اللغة والأدب الياباني، بل شمل ذلك أيضاً متخصصين في التاريخ، والدراسات البوذية، والعلوم الصينية الكلاسيكية، والعلوم الاجتماعية والطبيعية، على مدى أربعين عاماً.
تُدرج المصطلحات في المعجم حسب ترتيب الأبجدية اليابانية الأصلية (ترتيب الخمسين صوتًا). يحتوي كل مصطلح على أكثر كانجي شيوعًا لكتابته، نوع الكلمة من حيث الصنف النحوي، المعاني المختلفة، بعض الأمثلة التاريخية على استخدامه، وملاحظات حول النطق. في الطبعة الأولى كان يُستخدم كتيب تكميلي صغير لتتبع تواريخ ومؤلفي الأعمال التاريخية المذكورة، أما في الطبعة الثانية فقد تم دمج هذه التواريخ ضمن المصطلحات نفسها. يحتوي مجلد تكميلي على فهرس للكانجي والكلمات اللهجية وتفاصيل أوفى عن الاقتباسات التاريخية.
الطبعة المختصرة (باللغة اليابانية: 精選版، وتعني "الطبعة المختارة") من معجم اللغة اليابانية هي نسخة مبنية على الطبعة الثانية، وتتكون من ٣ مجلدات، تحتوي على 300,000 مصطلح، و300,000 مثال.
في 25 يوليو 2024، بدأت دار شوغاكوكان رسميًا العمل على ما سيصبح الطبعة الثالثة من المعجم الشامل للغة اليابانية. ستستخدم هذه الطبعة التقنيات الحديثة مثل الحوسبة السحابية والترتيب الرقمي في عملية إنشائها ومراجعتها في المستقبل، ومن المقرر أن تكتمل في عام 2032، تليها إصدار ورقي في عام 2034.

## الشمولية
قامت دار شوغاكوكان للنشر بمقارنة المعجم الشامل للغة اليابانية مع معجم أكسفورد الإنجليزي لأن المعجم الشامل للغة اليابانية يُعتبر أكبر وأشمل معجم للغة اليابانية، كما أنه يقدم أصول الكلمات المستحدثة والاستشهادات التاريخية للمصطلحات. تحتوي معظم المصطلحات على استشهادات باستخدامات مبكرة معروفة للكلمة في نصوص قديمة.
بسبب الحجم الكبير للمعجم الشامل للغة اليابانية، فانه يحتوي على العديد من الخصائص التي توجد عادةً فقط في المعاجم المتخصصة. تشمل هذه الخصائص: تعريفات وأصول الكلمات المستعارة الأجنبية (غايرايغو، 外来語)، الكلمات الحديثة جدًا (غندا يوجو، 現代用語)، الكلمات القديمة أو الأثرية (كوغو، 古語)، العبارات المركبة الاصطلاحية (جوكوغو، 熟語)، الكلمات التي يمكن كتابتها بأكثر من حرف صيني واحد لإحداث فروق دقيقة في المعنى (دوكون إجي، 同訓異字)، الحروف الصينية التي تُكتب بشكل مختلف لكنها تُنطق بنفس الطريقة (إجي دوكون، 異字同訓)، بعض الكلمات العامية (إنغو، 隠語)، والكلمات المستخدمة فقط في اللهجات الإقليمية (هوغن، 方言). قد تحتوي بعض المعاجم المتخصصة على بعض المصطلحات التي لا توجد في المعجم الشامل للغة اليابانية، وقد يحتاج العديد من الخبراء المتخصصين إلى الاعتماد على معاجم متخصصة اخرى، لكنه بلا شك كافٍ لمعظم الاحتياجات المرجعية العامة.

## عبر الشبكة العنكبوتية
في 2 يوليو 2007، أصبح الإصدار الثاني من المعجم متاحًا على الشبكة العنكبوتية. يمكن الوصول إليه بسهولة مقابل رسوم شهرية.